# Otokar III. Štajerski
Otokar III. (Štajerski) (tudi Otakar III.) (* 1125; † 31. december 1164 pri Pécsu na Ogrskem), iz rodbine Traungaucev/Otakarjev, je bil mejni grof Štajerske.

## Življenje in njegovo delo
Bil je sin  Leopolda I. in Welfinje Sofije Bavarske († 1145), hčerke Henrika Črnega, tete cesarja Friderika I. Barbarose. Ob smrti očeta je imel le 4 leta, zato je v njegovem imenu dolga leta Štajerski vladala njegova mati Sofija. Na višku svoje moči je vladal na velikem območju med Donavo in preko Save na Kranjskem.
Med njegovo vladavino je Gradec postal upravno središče Štajerske: Po smrti lastnika gospostva Gradec, visokosvobodnega Aribona Bernarda von Stübing, vnuka pfalškega grofa Ariba II., sta bila njegova sinova Konrad "Kokoš" Bistriški in Adalram leta 1151 zaradi domnevne izdaje obglavljena. Tretji sin Ulrik Graški je leta 1156 spadal pod samostan Seckau in deloma h Graškemu grajskemu hribu, medtem ko je Graška kotlina levo od Mure do salzburške posesti ad rapam ob Raabi (St. Ruprecht) pripadala Otokarju. Vazale Ariboncev, Hadmarja  iz Ennske doline, ki je zgradil grad na Grajskem hribu, ter njegov sin, gradiščan Ulrik Graški, so se podredili novemu gospodarju in nadaljevali z izgradnjo naselja in trga.
Leta 1160 je Otokar na prelazu Semmering ustanovil bolnišnico (zdaj Spital am Semmering), hospic za romarje, križarje in trgovce. Leta 1163 je ustanovil Samostan Vorau ter leta 1164 prvo kartuzijo na ozemlju Svetega rimskega cesarstva ali nemške države Kartuzijanski samostan Žiče pri Slovenskih Konjicah.
Otokar je umrl leta 1164 na križarskem pohodu na Madžarskem pri sedanjem mestu Pécs. Njegov sin Otokar IV. je bil prvi vojvoda Štajerske.

## Posesti Otokarja III.
Otokar III.  je z dedovanjem pridobil ogromna območja in urade:
- v povezavi s smrtjo Ota iz Cordenonsa (med 1129 in 1138) velike posesti v Furlaniji s Cordenons-om/Pordenone (Curtis Naonis) rečno pristanišče na reki Noncello, San Quirino, San Foca itd., z odvetništvom nad benediktinskim samostanom Osoje na Koroškem. Z menjavo je prišel tudi do plemiškega naziva oziroma urada miznika Oglejskih patriarhov
- leta 1147 po smrti svojega strica in nekdanjega varuha Spanheimca Bernarda Mariborskega (Trušenjskega):
  - posest Trušenj (pri Velikovcu) z gradom Dravograd in pripadajočim gospostvom z ministeriali;
  - gospostvo Maribor, Radgona in območje pri Laškem v Spodnji Savinjski dolini in ob Savi) kot alode vključujoč ministeriale v Dravski marki in Savinjski marki; h gospostvu Laško je sodil tudi Žalec, Žaženberk in Vojnik, gradova  Klauzenštajn in Freudeneck ter urad Radeče na Kranjskem;
  - kot fevd urada Dravske marke območje gospostva do razvodja Dravinje in Savinje;
  - Odvetništvo nad salzburškim Ptujem, nad benediktinskim Šentpavelskim samostanom in  Vetrinjskim samostanom kot tudi različne fevde Oglejskih patriarhov.
- leta 1158 po smrti njegovega strica grofa iz Formbacha Ekberta III., tudi grofijo Pitten v današnji Spodnji Avstriji.

## Potomci
Iz zakona s Kunigundo Vohburško († 1184) izvira:
- Otokar IV.